# Trichomonas vaginalis
Il Trichomonas vaginalis è un protozoo appartenente alla classe dei flagellati, conosciuto come parassita umano all'origine dell'omonima malattia della trichomoniasi vaginale, un'infiammazione vaginale.

## Struttura
T. vaginalis è un flagellato di forma tondeggiante, ovale o a pera del diametro di 5-2  Si muove grazie ai suoi quattro flagelli nella sua parte frontale che utilizza come una frusta e grazie ad un quinto flagello attaccato ad una membrana ondulante posto sul retro. Il flagellato possiede una coda uncinata, chiamata assostile, sul lato opposto rispetto a quello dei flagelli, che si pensa sia utilizzata per aderire alle cellule bersaglio del parassita, provocando però nell'ospite irritazione o infiammazione. T. vaginalis esiste solo in forma di trofozoite e non presenta forma cistica. Si moltiplica per scissione binaria longitudinale.

## Epidemiologia
È diffuso in tutto il mondo e viene trasmesso principalmente per via sessuale, molto raramente attraverso oggetti contaminati. I neonati possono esserne infettati qualora il canale del parto ne sia infetto. Si tratta di un parassita enormemente diffuso, è il patogeno più comune trasmesso per via sessuale, perfino più comune della clamidia. È molto più comune nelle donne che negli uomini che tendono ad essere portatori asintomatici. La prevalenza è variabile dal 3 sino al 25% nelle aree urbane. La trasmissione può essere anche indiretta – tramite asciugamani, ambulatori ostetrici e ginecologici – e perinatale.

## Clinica
T. vaginalis in buona parte dei casi è asintomatico o dà come unico sintomo secrezioni vaginali acquose maleodoranti. Nei casi di trichomoniasi si verifica irritazione ed infiammazione dell'epitelio della vagina (vulvovaginite) o dell'uretra (uretrite aspecifica), più raramente della prostata, causata dall'assostile del parassita. I sintomi più comuni sono prurito, bruciore e minzione dolorosa.

## Diagnosi
La diagnosi si effettua mediante esame microscopico di secrezioni vaginali o uretrali per identificare il parassita. È possibile coltivare l'organismo, colorarlo e utilizzare test immunologici con anticorpi oppure metodi di identificazione basati su sonde ad acidi nucleici.
L'esame colturale in terreno CPLM – cisteina, peptone, estratto di fegato (in inglese liver infusion), maltosio – rappresenta il gold standard di sensibilità e specificità (95%). È considerato il metodo diagnostico più indicato sia per riconoscere un'infezione da Trichomonas sia per valutare l'efficacia della terapia anti Trichomonas.
Per l'esame colturale procedere secondo lo schema di lavoro seguente:
1. Inoculare la provetta con il campione di secreto vaginale raccolto con un tampone;
2. Incubare a 30-37 °C e dopo 48 ore di incubazione, giornalmente, trasferire un'aliquota di brodocoltura su vetrino ed osservare la presenza dei protozoi con un obiettivo a basso ingrandimento;
3. Protrarre l'incubazione dei campioni negativi all'osservazione microscopica per un massimo di 7 giorni.

Per il controllo della terapia anti-tricomoniasi, è consigliabile effettuare una brodocoltura test almeno una settimana dopo la sospensione del trattamento farmacologico. Se essa dovesse risultare negativa si ripete il test 2-4 settimane dopo la fine della terapia; se sono confermati i risultati negativi della prima coltura, il paziente può essere considerato parassitologicamente guarito.

## Terapia
Il farmaco d'elezione per la trichomoniasi è il metronidazolo. Per le infezioni resistenti al metronidazolo si usa il tinidazolo.